# Filmfare Awards (1962)
9-я церемония награждения Filmfare Awards прошла 20 мая 1962 года, в городе Бомбей. На ней были отмечены лучшие киноработы на хинди, вышедшие в прокат до конца 1961 года.
«В стране, где течёт Ганг» выиграл призы в номинациях «Лучший фильм» и «Лучший актёр». Виджаянтимала получила свою третью кинопремию и вторую в номинации «Лучшая актриса» за участие в фильме «Ганга и Джамна». Б. Р. Чопра завоевал награду «Лучший режиссёр» за постановку фильма «Закон». Фильмы «Ганга и Джамна» и «В стране, где течёт Ганг» были отмечены самым большим количеством номинаций — семью. Хотя «В стране, где течёт Ганг» был снят в 1960 году, но не участвовал в Восьмой кинопремии.

## Список лауреатов и номинантов

### Основные премии
| Категории                         | Фото лауреатов   | Лауреаты и номинанты                                                        | Фильмы                                                         | Роли                                                           |
| --------------------------------- | ---------------- | --------------------------------------------------------------------------- | -------------------------------------------------------------- | -------------------------------------------------------------- |
| Лучший фильм                      | Лучший фильм     | • «Ганга и Джамна» (реж. Нитин Бос, прод. комп. Citizen Films)              | • «Ганга и Джамна» (реж. Нитин Бос, прод. комп. Citizen Films) | • «Ганга и Джамна» (реж. Нитин Бос, прод. комп. Citizen Films) |
| Лучший фильм                      | Лучший фильм     | • «Закон» (реж. Б. Р. Чопра, прод. комп. B. R. Films)                       |                                                                |                                                                |
| Лучший фильм                      | Лучший фильм     | • «В стране, где течёт Ганг» (реж. Радху Кармакар, прод. комп. R. K. Films) |                                                                |                                                                |
| Лучшая режиссёрская работа        |                  | • Нитин Бос                                                                 | «Ганга и Джамна»                                               | «Ганга и Джамна»                                               |
| Лучшая режиссёрская работа        | • Б. Р. Чопра    | «Закон»                                                                     | «Закон»                                                        |                                                                |
| Лучшая режиссёрская работа        | • Радху Кармакар | «В стране, где течёт Ганг»                                                  | «В стране, где течёт Ганг»                                     |                                                                |
| Лучшая мужская роль               |                  | • Дилип Кумар                                                               | «Ганга и Джамна»                                               | Гунгарам «Ганга»                                               |
| Лучшая мужская роль               | • Дев Ананд      | «Нас двое»                                                                  | Манеш Ананд и Манохар Лал Верма                                |                                                                |
| Лучшая мужская роль               | • Радж Капур     | «В стране, где течёт Ганг»                                                  | Раджу                                                          |                                                                |
| Лучшая женская роль               |                  | • Падмини                                                                   | «В стране, где течёт Ганг»                                     | Каммо                                                          |
| Лучшая женская роль               | • Саира Бану     | «Дикий»                                                                     | Раджкумари по прозвищу Раджшри                                 |                                                                |
| Лучшая женская роль               | • Виджаянтимала  | «Ганга и Джамна»                                                            | Дханно                                                         |                                                                |
| Лучшая мужская роль второго плана | [[Файл:\|395px]] | • Мехмуд                                                                    | «Sasural»                                                      | Махеш                                                          |
| Лучшая мужская роль второго плана | [[Файл:\|395px]] | • Нана Палсикар                                                             | «Закон»                                                        | Калия                                                          |
| Лучшая мужская роль второго плана | [[Файл:\|395px]] | • Пран                                                                      | «В стране, где течёт Ганг»                                     | Рака                                                           |
| Лучшая женская роль второго плана |                  | • Нирупа Рой                                                                | «Chhaya»                                                       | Манорама                                                       |
| Лучшая женская роль второго плана | • Шобха Кхоте    | «Семейная обитель»                                                          | Рагини                                                         |                                                                |
| Лучшая женская роль второго плана | • Шобха Кхоте    | «Sasural»                                                                   | Сита                                                           |                                                                |
| Лучший сюжет                      |                  | • К. Дж. Паври                                                              | «Закон»                                                        | «Закон»                                                        |
| Лучший сюжет                      | • Мохан Кумар    | «Aas Ka Panchhi»                                                            | «Aas Ka Panchhi»                                               |                                                                |
| Лучший сюжет                      | • Ч. В. Шридхар  | «Подарок»                                                                   | «Подарок»                                                      |                                                                |

### Музыкальныепремии
| Категории               | Фото лауреатов     | Лауреаты и номинанты       | Фильмы                     | Песни                    |
| ----------------------- | ------------------ | -------------------------- | -------------------------- | ------------------------ |
| Лучшая музыка к песне   |                    | • Наушад                   | «Ганга и Джамна»           | «Ганга и Джамна»         |
| Лучшая музыка к песне   | • Рави             | «Семейная обитель»         | «Семейная обитель»         |                          |
| Лучшая музыка к песне   | • Шанкар-Джайкишан | «В стране, где течет Ганг» | «В стране, где течет Ганг» |                          |
| Лучшие слова к песне    |                    | • Хасрат Джайпури          | «Sasural»                  | «Teri Pyari Pyari Surat» |
| Лучшие слова к песне    | • Шайлендра        | «В стране, где течет Ганг» | «Hothon Pe Sacchai»        |                          |
| Лучшие слова к песне    | • Шакил Бадаюни    | «Семейная обитель»         | «Husn Wale Tera»           |                          |
| Лучший закадровый вокал |                    | • Мохаммед Рафи            | «Семейная обитель»         | «Husn Wale Tera»         |
| Лучший закадровый вокал | • Мохаммед Рафи    | «Sasural»                  | «Chashme Buddoor»          |                          |
| Лучший закадровый вокал | • Мукеш            | «В стране, где течет Ганг» | «Hothon Pe Sacchai»        |                          |

## Технические награды
| Категории                            | Лауреаты и номинанты | Фильмы                     |
| ------------------------------------ | -------------------- | -------------------------- |
| Лучший диалог                        | • Ваджахат Мирза     | «Ганга и Джамна»           |
| Лучший монтаж                        | • Г. Г. Майекар      | «В стране, где течет Ганг» |
| Лучшая операторская работа           | • В. Баласахиб       | «Ганга и Джамна»           |
| Лучшая работа художника-постановщика | • М. Р. Ачарекар     | «В стране, где течет Ганг» |
| Лучший звук                          | • Кулдип Сингх       | «Дикий»                    |

## Количество номинаций и побед
| Фильм                    | Награда | Номинации |
| ------------------------ | ------- | --------- |
| В стране, где течёт Ганг | 4       | 7         |
| Ганга и Джамна           | 3       | 7         |
| Семейная обитель         | 2       | 4         |
| Закон                    | 2       | 4         |
| Sasural                  | 1       | 4         |
| Дикий                    | 1       | 2         |